# Heuschrecke 10
El Heuschrecke 10 (del alemán "Saltamontes 10") fue un prototipo de obús autopropulsado y Waffenträger (del alemán "porta-cañón"), desarrollado por Krupp-Gruson entre 1943 y 1944. La designación oficial del vehículo era 10,5 cm leichte Feldhaubitze 18/1 L/28 auf Waffenträger Geschützwagen IVb e iba a ser construido en Magdeburgo, Alemania. El Heuschrecke se caracterizaba por presentar una torreta desmontable la cual podía ser desplegada como un fortín o transportada detrás del vehículo como una pieza de artillería.
Krupp produjo sólo tres prototipos entre 1942 y 1943. Inicialmente, el Heuschrecke utilizaba un chasis acortado de Panzer IV, pero posteriormente fue reemplazado por el chasis Geschützwagen IV desarrollado para el obús autopropulsado Hummel. La producción en masa del Heuschrecke 10 debía comenzar en febrero de 1945, sin embargo esto nunca sucedió.

## Desarrollo

### Precursor

Sd.Kfz. 165/1

A finales de septiembre de 1939, Krupp diseñó la "primera pieza de artillería autopropulsada verdadera" cuyo nombre era Sonderkraftfahrzeug 165/1 (Vehículo de Propósito Especial 165/1, abreviado Sd.Kfz. 165/1). El Sd.Kfz. 165/1 era similar en diseño al Heuschrecke, pero no presentaba el mecanismo de lanzamiento montado en el chasis para remover la torreta. Después de una serie de pruebas, el Sd.Kfz. 165/1 fue aceptado por la Wehrmacht al comienzo de enero de 1940. En 1941, Krupp construyó prototipos armados con el cañón de 10,5 cm leichte Feldhaubitze 18/1 L/28 (obús de campaña ligero 18/1 L/28, abreviado leFH 18/1 L/28) utilizando un chasis de Panzer IV modificado. Los prototipos fueron equipados con un motor Maybach HL66P, el cual generaba 118 hp (140 kW). A pesar de que se ordenó la construcción de 200 unidades, Krupp completó solo 10 prototipos del Sd.Kfz. 165/1 durante los meses finales de 1942. Estos prototipos sirvieron en el Frente Oriental.

### Prototipos
La fase de diseño del Heuschrecke comenzó en 1942, cuándo Krupp concibió un tipo nuevo de artillería autopropulsada. En 1943, Krupp produjo tres prototipos, cuyos números de serie eran 582501, 582502 y 582503, los cuales fueron designados ya sea como Heuschrecke 10 o como Heuschrecke IVb.
El Heuschrecke diseñado por Krupp era similar en diseño a un vehículo construido por Alkett y Rheinmetall-Borsig, el 10,5 cm leFH 18/40/2 auf Geschützwagen III/IV, el cual estaba listo en marzo de 1944. El modelo de Rheinmetall-Borsig tenía ligeramente mejor desempeño general que el vehículo de Krupp. Se decidió que el modelo de Rheinmetall-Borsig debía utilizar otro chasis ya producido en serie: el del Panzer IV. La producción iniciaría en octubre de 1944, pero nuevamente cambió la decisión de que chasis utilizar y en diciembre de 1944 finalmente se optó por el Geschützwagen IV. Se estipulaba que la producción comenzaría en febrero de 1945 pero ninguna unidad fue producida.

### Cancelación
El alto mando Nazi creía que la producción del Heuschrecke interrumpiría la producción de los muy necesitados Panzers. La cantidad de materiales requeridos para construir Waffenträgers ("porta-cañones") era tan grande que a compañías tales como Krupp se les notificó que debían cesar la producción. El Heuschrecke era visto como un concepto interesante para el inspector general de las Tropas Blindadas, Heinz Guderian, aunque Guderian afirmó que su desarrollo no valía la pena sacrificar la producción de tanques de combate. El desarrollo del Heuschrecke fue cancelado en febrero de 1943.

## Diseño

### Torreta
La característica más distintiva del Heuschrecke era su torreta desmontable. Una grúa de adosada al chasis podía desmontar la torreta para emplazarla en fortificaciones de hormigón o directamente en el suelo. A pesar de que el obús también podía ser disparado mientras estaba montado en el chasis, el vehículo estaba diseñado para transportar la pieza de artillería para ser montada en una posición de fuego fija antes de ser disparada. El chasis sin su torreta podía ser utilizado como transporte de munición o como vehículo de recuperación. El prototipo de torreta estaba equipado con un cañón 10,5 cm leFH 18/1 L/28. Los modelos de producción montarían el cañón 10,5 cm leFH 43 L/28.

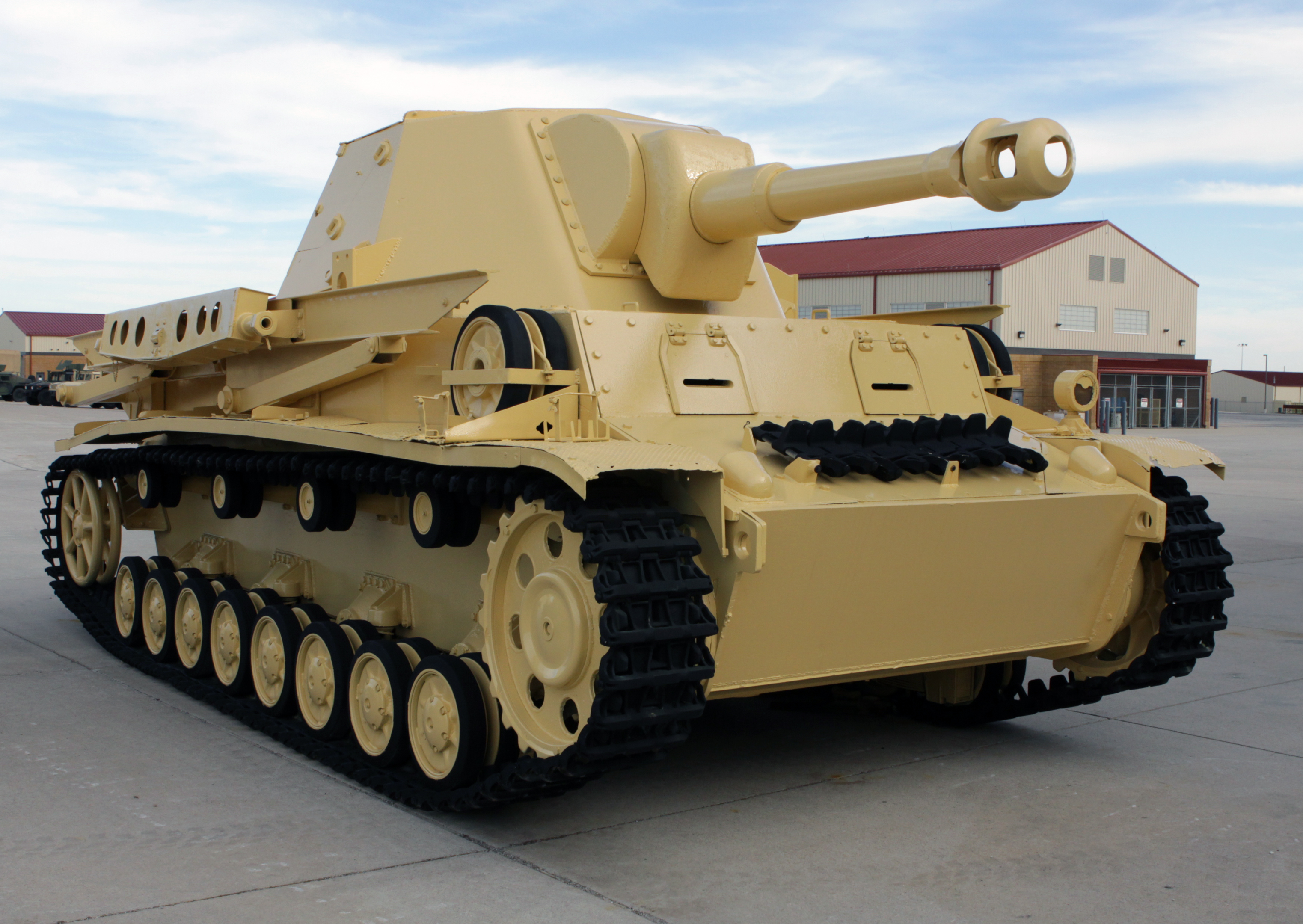
El Heuschrecke 10 restaurado por la Dirección de Logísticas del Museo de Artillería de Fort Sill

### Chasis y Motor
El Heuschrecke constaba de un chasis de acero soldado, con un blindaje inclinado de 10 a 25 milímetros de espesor. Presentaba un espacioso contenedor de munición, haciéndolo una buena elección como transporte de munición para ayudar en las tareas de transporte de proyectiles de gran tamaño que de otra forma no podrían ser transportados. El motor del prototipo original era un Maybach HL 90 de doce cilindros, pero para los modelos de producción se había escogido el Maybach HL100 también de doce cilindros.

## Vehículo superviviente
Se cree que solo un Heuschrecke sobrevivió la guerra. Originalmente se encontraba en exhibición en los campos de prueba de Aberdeen y posteriormente fue transferido hasta el Museo de Artillería de Fort Sill, ubicado en Fort Sill, Oklahoma junto con otros obuses autopropulsados. Al poco tiempo después de su llegada a Fort Sill, el Heuschrecke 10 fue restaurado por la Dirección de Logísticas del mismo museo.

## Comparación de especificaciones
| Especificaciones     | Sonderkraftfahrzeug.165/1 | Krupp-Gruson | Rheinmetall-Borsig |
| -------------------- | --- | --- | --- |
| Peso                 | 18 toneladas | 23 toneladas | 25 toneladas |
| Tripulación          | 4 | 5 | 5 |
| Motor                | Maybach HL 66 / 188 hp (140 kW) | Maybach HL 100 / 410 hp (306 kW) | Maybach HL 90 / 360 hp (268 kW) |
| Velocidad            | 35 km/h | 45 km/h | 45 km/h |
| Autonomía            | Carretera: 240 km Todo terreno: 130 km | Carretera: 300 km | Carretera: 300 km |
| Longitud             | 5,90 m | 6,00 m | 6,80 m |
| Ancho                | 2,87 m | 3,00 m | 3,00 m |
| Altura               | 2,25 m | 3,00 m | 2,90 m |
| Armamento            | 105 mm leFH 18/1 L/28 | 105 mm leFH 18/1 L/28 | 105 mm leFH 18/40/2 L/28 |
| Munición             | 60 proyectiles | 60 proyectiles | 80 proyectiles |
| Armadura (mm/ángulo) | - Chasis: - Frontal: 30/12 - Lateral: 14.5/0 - Posterior: 14.5/10 - Inferior/Superior: 14.5/90 - Torreta: - Frontal: 20/20 - Mantelete del cañón: 20/0-70 - Lateral: 14.5/15 - Posterior: 14.5/10 - Superior: abierto - Superestructura: - Frontal: 30/10 - Lateral: 14.5/0 - Posterior: 14.5/20 - Superior: 10/90 | - Chasis: - Frontal: 30/20 - Lateral: 16/0 - Posterior: 16/20 - Inferior/Superior: 10/90 - Torreta - Frontal: 30 en 30° - Mantelete del cañón: 30 - Lateral: 16 en 20-25° - Posterior: 16 en 20–25° - Superior: 0 (Abierto) - Superestructura: - Superior: 10/90 - Frontal: 30 en 20° - Lateral: 16/0 - Posterior: 16/20 | - Chasis: - Frontal: 20/20 - Lateral: 20/0 - Posterior: 20/10 - Inferior/superior: 10/90 - Torreta: - Frontal: 10/25 - Mantelete del cañón: 10/0 - Lateral: 10/25 - Posterior: 10/12 - Superior: ninguno - Superestructura: - Superior: 10/90 - Frontal : 30/20 - Lateral : 10/0 - Posterior: 10/10 |